# Chivas Rayadas
El club Chivas Rayadas fue un equipo de fútbol mexicano que militó en la Segunda División, Liga Premier de Ascenso, Liga de Nuevos Talentos y Tercera División de México, actuando siempre como filial del Club Deportivo Guadalajara, aunque en realidad no lo fue. Tuvo como sede la ciudad de Guadalajara, Jalisco, México, jugando la gran mayoría de sus partidos en las instalaciones de Verde Valle. También tuvo su localía en otras sedes, como la ciudad de Puerto Vallarta, Jalisco.
Con la desaparición del Club Deportivo Tapatío en 2009, el club se convirtió en el equipo de reservas del Club Deportivo Guadalajara, no en equipo filial, con mayor categoría hasta la creación del Club Deportivo Guadalajara Premier en 2015, siendo este el equipo filial del Club Deportivo Guadalajara.

## Historia

### Campeonato de Filiales Tercera División 1993-94
Bajo la dirección de Demetrio Madero el equipo logró obtener dos títulos en 1994. El primero de ellos fue el torneo de filiales organizado por la Tercera División y el segundo fue el campeón de Campeones, que se disputó ante los Tigrillos de Nuevo León, quienes habían salido campeones del torneo de liga.
El equipo consiguió el título de filiales al disputar la final contra Cruz Azul México, el partido de ida terminaría con un resultado de 1-1, mientras que el de vuelta fue ganado por el equipo rayado por marcador de 2-1.
El campeón de campeones se disputó el 26 de mayo de 1994, Chivas Rayadas superó a Tigrillos por marcador de 2 goles a 1. En ese entonces los de Nuevo León estaban dirigidos por Juan Manuel Olague.

### Copa de la Segunda División 1995-96
Para la temporada 1995-96, la Segunda División de México buscó revivir el torneo de copa que había dejado de jugarse desde 1972. 
Los directivos buscaron utilizar este torneo como un incentivo para todos los equipos que tuvieron una mala temporada, por esto se decidió incluir únicamente a los equipos que no calificaron a la liguilla. Como premio, el equipo que resultara campeón jugaría un partido de campeón de campeones ante el equipo que ganara la liga.
Chivas Rayadas, entonces dirigido por Salvador Reyes, logró llegar a la final, donde tuvo que enfrentarse a la filial del Cruz Azul. El equipo rayado logró salir vencedor del encuentro, con un marcador de 2 goles a 1. Gracias a esta victoria, Chivas jugó el campeón de campeones ante los Tigrillos de Nuevo León, cayendo derrotado por marcador global de 5-4, Chivas había ganado el juego de ida 3-2, pero no pudo mantener la ventaja y cayó en el juego de vuelta por 3 goles a 1.
En este equipo participaron jugadores como "Tilón" Chávez, "Pirata" Castro y "Gaby" García.

### Campeonato de Filiales Segunda División 1996-97
El 14 de junio de 1997, el equipo se coronó campeón del torneo de filiales de la Segunda División, derrotando a la filial de Atlas por marcador global de 5 goles a 4, en la cancha Anacleto Macías Tolán.

### Campeonato Torneo Revolución 2011
En el torneo Bicentenarios 2010 de la Liga Premier de Ascenso, el equipo de Chivas Rayadas sólo pudo quedarse con el subcampeonato, cayendo en la final ante la Universidad del Fútbol, sin embargo un año después el equipo pudo conquistar el campeonato.
En 2011, el equipo logró obtener el título del Torneo Revolución 2011 de la Liga Premier de Ascenso al derrotar a los Bravos de Nuevo Laredo, con un marcador global de 4 goles a 1. 
De esa manera consiguió su pase a la Final por el ascenso a la Liga de Ascenso, pero en esta instancia perdió ante el Celaya. 
Vale destacar que el Celaya ya estaba automáticamente ascendido, pues el equipo de Chivas Rayadas no contaba con el derecho a ascender, esto debido a ser filial del Club Deportivo Guadalajara.

### Liga de Nuevos Talentos
Para 2013 la franquicia de Chivas Rayadas es movida a Tlaxcala, para formar el equipo de Linces de Tlaxcala. Por dicha razón el equipo tuvo que participar la siguiente temporadas en la Liga de Nuevos Talentos.
Al poco tiempo el equipo reaparece en la Liga Premier de Ascenso, tomando la Franquicia de Colegio Once México.

### Guadalajara Premier
El 25 de mayo de 2015, la Federación Mexicana de Fútbol anunció que los 18 equipos de Primera División debían contar con un equipo filial en la Liga Premier de la Segunda División, para que los jugadores que superen los 20 años de edad y ya no puedan participar en la categoría Sub-20 se mantengan activos. Tras esta reestructuración en fuerzas básicas, el equipo cambia de nombre a Club Deportivo Guadalajara Premier, siendo esta la denominación bajo la cual continúa jugando.

## Estadísticas
| Apertura 2009      | 3.Segunda LPA | Zona Norte   |
| Bicentenario 2010  | 3.Segunda LPA | (Final)      |
| Independencia 2011 | 3.Segunda LPA |              |
| Revolución 2011    | 3.Segunda LPA | (Campeón)    |
| Apertura 2011      | 3.Segunda LPA |              |
| Clausura 2012      | 3.Segunda LPA |              |
| Apertura 2012      | 3.Segunda LPA | Grupo I      |
| Clausura 2013      | 3.Segunda LPA | 1.º Grupo I  |
| Apertura 2013      | 4.Segunda LNT | 1.º(Campeón) |
| Clausura 2014      | 4.Segunda LNT | 1.º(Campeón) |
| Apertura 2014      | 4.Segunda LNT | (Semifinal)  |
| Clausura 2015      | 4.Segunda LNT | 6o.(Cuartos) |

## Palmarés
- Liga Premier de Ascenso de México (1): Revolución 2011
- Copa de la Segunda División de México (1): 1995-1996
- Copa de la Liga de Nuevos Talentos (2): Apertura 2013, Clausura 2014.
- Campeón de Filiales de la Segunda División de México: 1996-1997
- Campeón de Filiales de la Tercera División de México: 1993-1994
- Campeón de campeones de la Tercera División de México: 1993-1994